# ابراهیم لکهنویی
ابراهیم لکهنویی (۱۸۴۳ - ۱۸۹۰م) (نسب: ابراهیم بن محمدتقی بن حسین، نقوی نصیرآبادی لکهنویی) فقیه شیعه امامی هندی در سدهٔ نوزدهم میلادی بود. نزد سلطان واجد علی‌شاه، آخرین فرمانروای شیعهٔ لکهنو، نفوذ پیدا کرد. آثاری به زبان عربی نگاشت، الیواقیت و الدرر فی أحکام التماثیل و الصور اثری است دربارهٔ احکامِ تمثیل‌ها و عکس‌ها، تکلمة ینابیع الأنوار که تکلمه‌ای است بر اثر پدرش در تفسیر قرآن.